# Santiago De Luca
Santiago De Luca (Santa Fe, 1974) es escritor, poeta, ensayista y editor argentino. Es investigador en la obra de Borges y divulgador de la cultura argentina y de la literatura en español en el Magreb. Ha sido profesor en diversas universidades.

## Biografía
Doctor en Filología Hispánica por la Universidad Complutense de Madrid (2002), su tesis se denominó: “La influencia del Siglo de Oro en la obra de Jorge Luis Borges: un diálogo con el canon de las letras castellanas”. Previamente, sus investigaciones se enfocaron en las revistas literarias del exilio español en América Latina. Como divulgador, ha publicado ensayos y poesía, y organizado encuentros literarios e  impartido conferencias, cursos y seminarios en Francia, Egipto, Marruecos, Perú, Argentina y España.
Conoció a Juan Goytisolo y a otros creadores como Luis García Montero. Reside en Tánger  y forma parte de su vida cultural.
Como filólogo, ha sido profesor en letras de la Universidad Nacional del Litoral, Santa Fe, y tras el doctorado ejerció de profesor titular de Literatura hispanoamericana en la Universidad 6 de Octubre de El Cairo, Egipto. Ha sido colaborador de la Universidad Le Mirail de Toulouse, y  titular de la Cátedra Derecho y Literatura de la Universidad Nacional del Litoral. También ha sido profesor del Instituto Cervantes en El Cairo, Alejandría, y Toulouse.
Como especialista en la literatura borgeana, ha ocupado diversos cargos institucionales: fue profesor director de la Cátedra abierta “Jorge Luis Borges” de la Fundación Internacional Jorges Luis Borges, y es coordinador del Espacio Cultural Argentino-Magrebí Jorge Luis Borges, dependiente de las legaciones diplomáticas de la región.
Como editor, dirige la revista literaria internacional SureS que se edita  en papel y es la principal revista literaria en lengua española en la región del Magreb. También cuenta con la columna “El incidente literario” en el periódico argentino El Litoral.

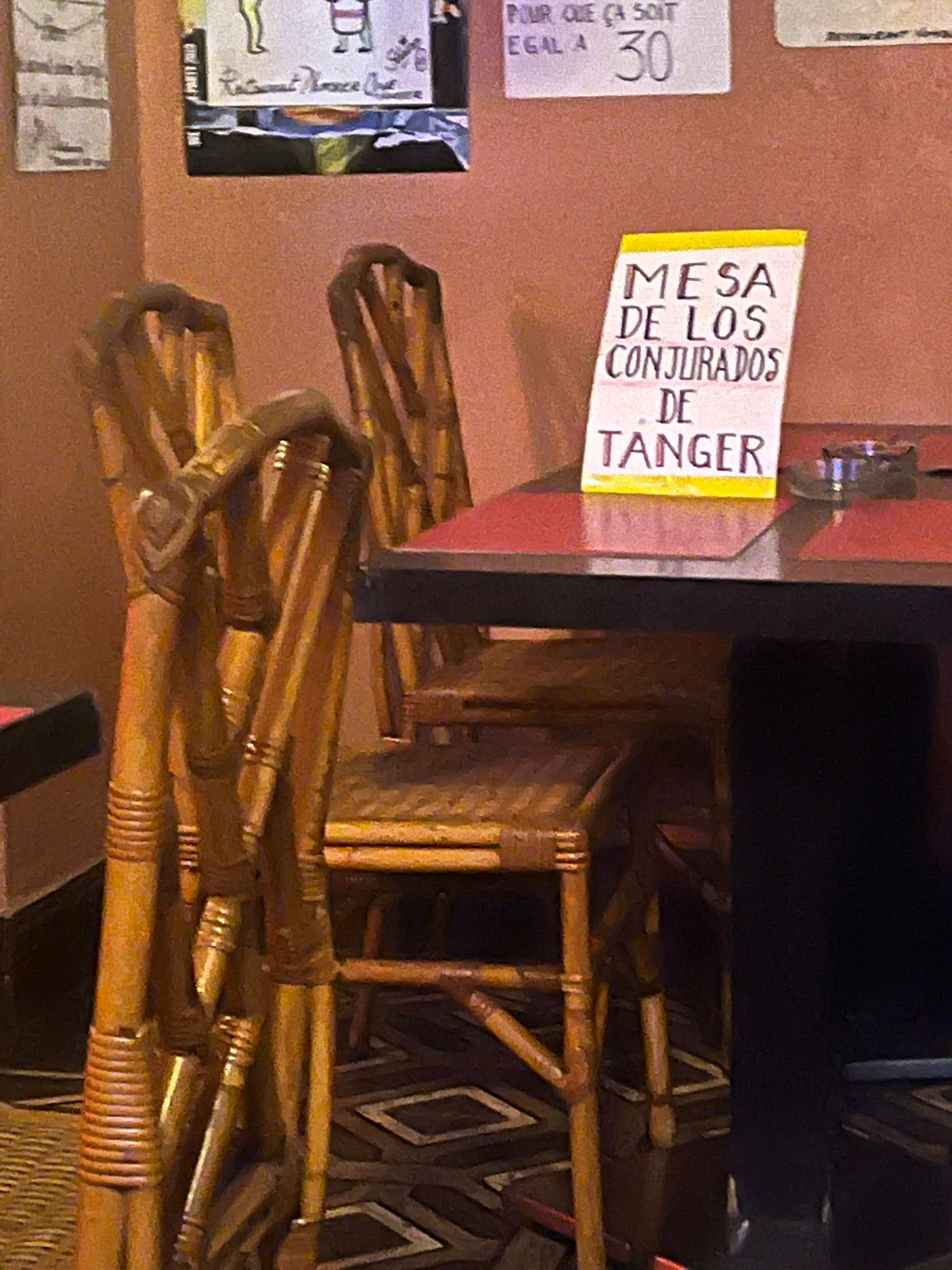
Mesa en el Number One destinada a Los Conjurados de Tánger

Su obra incluye poesía, letras de canciones, ensayo, teatro y novela. Ha publicado en solitario o en colaboración con otros autores y músicos. 
Algunas de sus obras publicadas son:
- Los irregulares de Tánger (Alt, 2022) - Relatos
- Los conjurados de Tánger (Sures, 2019) - Libro de relatos con varios autores
- Y su sombrero verde (poema musicado por M. Tanoni) - Canción editada por Fundación Internacional Jorge Luis Borges;[12]
- La soledad de Asterión (Leviatán, 2019) - Teatro
- La luz de Tánger (Leviatán, 2017) - Poesía
- La escritura de la arena (Universidad Nacional de San Luis, 2017)- Novela;[13]
- El Gaucho Platónico (Leviatán, 2014) - Novela

### Los Conjurados de Tánger
A raíz de la propuesta del escritor, en SureS se conformó un grupo denominado Los Conjurados de Tánger, una tertulia que es convergencia de diferentes escritores e intelectuales con diversas procedencias.  Se reúnen en una mesa especial del restaurante Number One. Esta mesa ha sido epicentro y origen de creaciones literarias.